# Őslények országa 13. – A barátok bölcsessége
A Őslények országa 13. – A barátok bölcsessége (eredeti cím: The Land Before Time XIII: The Wisdom of Friends) az Őslények országa sorozat tizenharmadik, 2007-ben megjelent, csak DVD-n kiadott része. Ez a film a sorozat utolsó része.

## Cselekmény
Tappancs és barátai bölcsességeket tanulnak szüleiktől, melyek segíthetnek életük irányításában. Amikor összetalálkoznak a három hóbortos sárgabegyű Beipiaosaurusszal, Büfivel, Döfivel és Lufival, segíteni akarnak nekik megtalálni csordájukat és a Bogyóvölgyet. A három tollas dinóra vigyáznia kell a barátoknak, mindig valami bajba kerülnek. Az a szokásuk, hogy veszély esetén homokba dugják a fejüket, hogy tollas hátsójukat fölfelé tartva bokornak tűnjenek.

## Szereplők
- Tappancs – Apatosaurus
- Kistülök – Triceratops
- Kacsacsőr – Saurolophus
- Tüskés – Stegosaurus
- Röpcsi – Pteranodon
- Nagyanyó és nagyapó, Tappancs nagyszülei
- Büfi, Döfi és Lufi, a kissé hóbortos sárga begyű Beipiaosaurusok

## Magyar hangok
| Szereplő             | Eredeti hang                | Magyar hang                     |
| -------------------- | --------------------------- | ------------------------------- |
| Mesélő               | John Ingle                  | Mihályi Győző                   |
| Tappancs             | Cody Arens Anthony Skillman | Morvay Bence                    |
| Kistülök             | Anndi McAfee                | Csifó Dorina                    |
| Kacsacsőr            | Aria Noelle Curzon          | Talmács Márta Csuha Bori (ének) |
| Röpcsi               | Jeff Bennett                | Bolba Tamás                     |
| Tüskés               | Rob Paulsen                 | (saját hangján)                 |
| Tappancs nagymamája  | Miriam Flynn                | Szabó Éva                       |
| Topsy, Kistülök apja | John Ingle                  | Ujlaki Dénes                    |
| Tria                 | Jessica Gee                 | Kocsis Judit Sági Tímea (ének)  |
| Loofah               | Cuba Gooding, Jr.           | Kálid Artúr                     |
| Doofah               | Sandra Oh                   | Kerekes Andrea                  |
| Foobie               | Pete Sepenuk                | ?                               |
| Sárga Belly          | Rob Paulsen                 | ?                               |